# Martin Starr
Martin Starr (Martin James Pflieger Schienle; Santa Mônica, 30 de julho de 1982) é um ator americano conhecido por atuar como Bill Haverchuck no curta da NBC de comédia dramática Freaks and Geeks, Roman DeBeers em Starz - Party Down, e Bertram Gilfoyle na série da HBO Silicon Valley, bem como seus papéis no cinema para Knocked Up, Cheats e Adventureland.
Em 2013, participou do elenco de This is the End, ao lado de James Franco, Jay Baruchel, Jonah Hill, Craig Robinson, Seth Rogen e Danny McBride, interpretando ele mesmo. Ele faz ainda parte do elenco de Spider-Man: Homecoming.